# Holt Glacier
Holt Glacier är en glaciär i Antarktis. Den ligger i Västantarktis. Inget land gör anspråk på området. Holt Glacier ligger 101 meter över havet.
Terrängen runt Holt Glacier är huvudsakligen kuperad, men den allra närmaste omgivningen är platt. Holt Glacier ligger nere i en dal.  Trakten är obefolkad. Det finns inga samhällen i närheten.